# Embalse de Guijo de Granadilla
El embalse de Guijo de Granadilla es un embalse con central hidroeléctrica cuya represa y aguas se ubican íntegramente en el municipio español de Guijo de Granadilla, en la provincia de Cáceres. Está construido sobre el río Alagón, embalsando las aguas inmediatamente siguientes al embalse de Gabriel y Galán y anteriores al embalse de Valdeobispo. La represa se terminó de construir en 1982. La presa es propiedad de Iberdrola Generación S.A.U. y la opera la propia Iberdrola.

## Presa
El embalse se apoya en una presa de gravedad de concreto con una altura de 48-51,5 metros desde los cimientos. La coronación del muro se ubica a una altitud de 332 m s. n. m. y tiene una longitud de 210 metros, alcanzando el muro un volumen de 95 410 m³.
La presa cuenta con estructuras de seguridad como válvulas de desagüe y un aliviadero. El desagüe alcanza hasta 16 m³/s mientras que el aliviadero llega hasta 2020-2200. La avenida de proyecto es de 2000 m³/s.

## Reservorio
Con el objetivo de almacenamiento normal de 329 m, el embalse se extiende sobre un área de alrededor de 1,24 km² y contiene 13-14 hm³ de agua, de los cuales hasta 3 hm³ pueden usarse para energía hidroeléctrica.

## Central hidroeléctrica
La capacidad instalada de la central es de 48,6-53 MW. Puede funcionar como central hidroeléctrica reversible. El consumo máximo de energía en funcionamiento de la bomba es de 50 MW. El cabezal hidráulico es de 25 m. El caudal máximo es de  240 m³/s. La casa de máquinas está ubicada en el medio de la presa.